# Elle Revient Seule
Az Elle Revient Seule című dal a francia K-Mel és Sheraz közös dala, mely 1999-ben jelent meg a Global Vibes kiadónál. A dal albumra nem került fel, viszont a francia kislemezlistán a 36. helyig jutott.

## Megjelenések
CD Maxi  Global Vibes – PEN P001-1
1. Elle Revient Seule (Radio Edit) 4:23
2. Un Amour Sans Retour 3:59

## Slágerlista
| Slágerlista (1999)        | Legjobb helyezések |
| ------------------------- | ------------------ |
| French SNEP Singles Chart | 36                 |

## Külső hivatkozások
- A dal videóklipje a YouTube-on[6]
- A CD Single az eBay oldalán[7]